# Zuchtwertschätzung
Die Zuchtwertschätzung (ZWS) dient der Beurteilung von Zuchttieren. Anhand des Körperbaus eines Einzeltieres und seiner Familie wird der Zuchtwert des  Einzeltieres geschätzt. Ziel ist es, den Einfluss des  Genotyps auf das Exterieur des Tieres von Veränderungen zu trennen, die durch Umweltfaktoren wie z. B. die Fütterung während der Aufzucht hervorgerufen werden. Dazu gibt es in der Tierzucht verschiedene normierte Verfahren. Auf Zuchtschauen wird das Exterieur von Zuchttieren beurteilt.

## Vorgehen
Der Zuchtwert beschreibt, welche Wirkung die Gene eines Tieres auf ein einzelnes Phänotyp-Merkmal haben, wenn diese mit den Genen anderer Tiere kombiniert werden und durchschnittliche Umweltverhältnisse herrschen. Ein Zuchtwert von 100 beschreibt eine durchschnittliche Vererbung des bewerteten Merkmals, höhere Zuchtwerte stehen für eine Vererbung, bei der das Merkmal verstärkt wird, niedrigere Zuchtwerte für eine Merkmalsabschwächung. Vergleicht man den Zuchtwert eines Tieres mit dem durchschnittlichen Zuchtwert der gesamten Population, wird ersichtlich, ob dieses Tier in der Zucht verwendet werden sollte und welcher Zuchtwert bei seinen potentiellen Partnern tolerierbar ist.
Ein zur Zuchtwertschätzung verwendetes statistisches Verfahren ist die Beste Lineare Erwartungstreue Vorhersage, kurz BLEV (englisch Best Linear Unbiased Prediction, kurz BLUP). Es ist mathematisch komplex und beinhaltet die Lösung von Gleichungssystemen mit Hunderten von Unbekannten.
Prinzipiell sieht das Vorgehen so aus, dass zur Bestimmung des Zuchtwerts eines Individuums betrachtet werden:
- Der Phänotyp des Individuums
- Der Phänotyp seiner Elterntiere
- Der Phänotyp seiner Voll- und Halbgeschwister
- Der Phänotyp seiner Nachkommen

Aus diesen Phänotypen kann mittels BLEV eine Zahl berechnet werden, die als Zuchtwert bezeichnet wird.
Idealerweise berechnet sich der Zuchtwert aus den Phänotypen des Tieres und seiner Familie gemäß obiger Liste. Das verwendete Berechnungsverfahren erlaubt aber die Bestimmung eines Zuchtwerts auch dann, wenn keine vollständigen Informationen zum Phänotyp aller relevanten Individuen vorliegen. Im Extremfall ist es also auch möglich, einen Zuchtwert zu schätzen, ohne den Phänotyp des Tieres zu kennen, dessen Zuchtwert geschätzt wird.
Aus dieser Vorgehensweise wird auch deutlich, dass der Zuchtwert eines Individuums sich ändern kann, sobald neue Informationen zu Phänotypen bei ihm selbst und seiner Verwandtschaft verfügbar werden.
Zuchtwertschätzungen können auch dann angewandt werden, wenn der betrachtete Phänotyp einem komplexen Erbgang folgt und durch die Umwelt beeinflusst werden kann. Der Phänotyp sollte eine möglichst hohe Heritabilität aufweisen.

## Pferde
Bei Warmblut-Sportpferden wird die Zuchtwertschätzung zur Selektion auf Sporterfolge angewandt. Ziel ist es möglichst früh den Zuchtwert junger Zuchthengste einschätzen zu können. Die Zuchwertschätzungen für Warmbluthengste werden in sogenannten Hengstlisten zusammengefasst.
Für die Deutsche Reitpferdezucht werden zwei verschiedene Zuchtwerte geschätzt: die Zuchtwertschätzung Jungpferdeprüfung und die Zuchtwertschätzung Turniersport. Die Zuchtwertschätzung Jungpferdeprüfung wird mehr von der Veranlagung der Nachzucht beeinflusst. Bei der Zuchtwertschätzung Turniersport liegt dagegen ein größeres Gewicht auf der Ausbildung und der Vorstellung des Pferdes. Sie ist also weniger von der Vererbung beeinflusst. Dafür fließen in die Zuchtwertschätzung Turniersport mehr Ergebnisse ein, weil mehr Prüfungen stattfinden. Das Schätzmodell für beide Zuchtwertschätzungen ist ein BLEV-Tiermodell, das auf mehreren Merkmalen basiert.

### Zuchtwertschätzung Jungpferdeprüfung
Die Zuchtwertschätzung Jungpferdeprüfung wird aus den Ergebnissen von Aufbauprüfungen für junge Pferde (z. B. Springpferdeprüfung, Junge Dressurpferde), Zuchtstutenprüfungen, Veranlagungsprüfungen und Hengstleistungsprüfungen in den einzelnen Verbänden ermittelt. Dafür standen 2018 rund 4,4 Millionen Resultate aus entsprechenden Prüfungen zur Verfügung.
Als Merkmale werden die Noten für Schritt, Trab, Galopp, Rittigkeit und Freispringen (bei Zuchtstuten- und Veranlagungsprüfungen) sowie die Noten für die Gangarten, Rittigkeit, Frei- und das Parcoursspringen (bei Hengstleistungsprüfungen) verwendet.

### Zuchtwertschätzung Turniersport
Für die Zuchtwertschätzung Turniersport werden in Deutschland die Ergebnisse von allen gemeldeten Sportpferden ausgewertet. Zum Beispiel waren 2018 bei der FN rund 550 000 Sportpferde gemeldet. Von der FN wurden beispielsweise 2018 über 17,8 Millionen Ergebnisse aus Turniersportprüfungen in Deutschland registriert, davon 12,3 Millionen Ergebnisse aus Springprüfungen und 5,4 Millionen Ergebnisse aus Dressurprüfungen.
Zuchtwertschätzungen Turniersport mit einer statistischen Sicherheit von mindestens 70 % werden veröffentlicht, wenn der betreffende Hengst mindestens fünf Nachkommen mit Eigenleistungen in der Schätzung haben und einen veröffentlichten Zuchtwert Jungpferdeprüfung hat.

## Heimtiere
Bei Hunden ist die Zuchtwertschätzung insbesondere bei der Bekämpfung von polygenen Erbkrankheiten verbreitet, so etwa bei der Hüftgelenksdysplasie, der Ellbogendysplasie und verschiedenen Augenerkrankungen wie beispielsweise Collie Eye Anomaly.